# Jaroslav Šajn
Jaroslav Šajn (23. srpna 1926, Čelákovice – 23. dubna 1995, Brandýs nad Labem) byl akademický sochař a pedagog.

## Biografie
V Čelákovicích navštěvoval obecnou i měšťanskou školu. Po jejím ukončení nastoupil do učení v místní Volmanově továrně, kde získal profesi strojního zámečníka. Po osvobození absolvoval dvouletou Státní grafickou školu v Praze. Ve spolupráci s otcem, který byl kovotepcem, získal mnoho zkušeností pro svoji budoucí uměleckou práci. Absolvoval Vysokou školu uměleckoprůmyslovou v Praze, kterou zakončil v roce 1952. Ale již v roce 1951 vystavoval v čelákovickém muzeu své první práce společně se sochařkou G. Woltersovou[zdroj?] (*1930), architektem Ing. E. Proškem[zdroj?] (*1922) a fotografem Zdeňkěm Labíkem (1930-1998) na výstavě „Budujeme nové Čelákovice“.

## Dílo

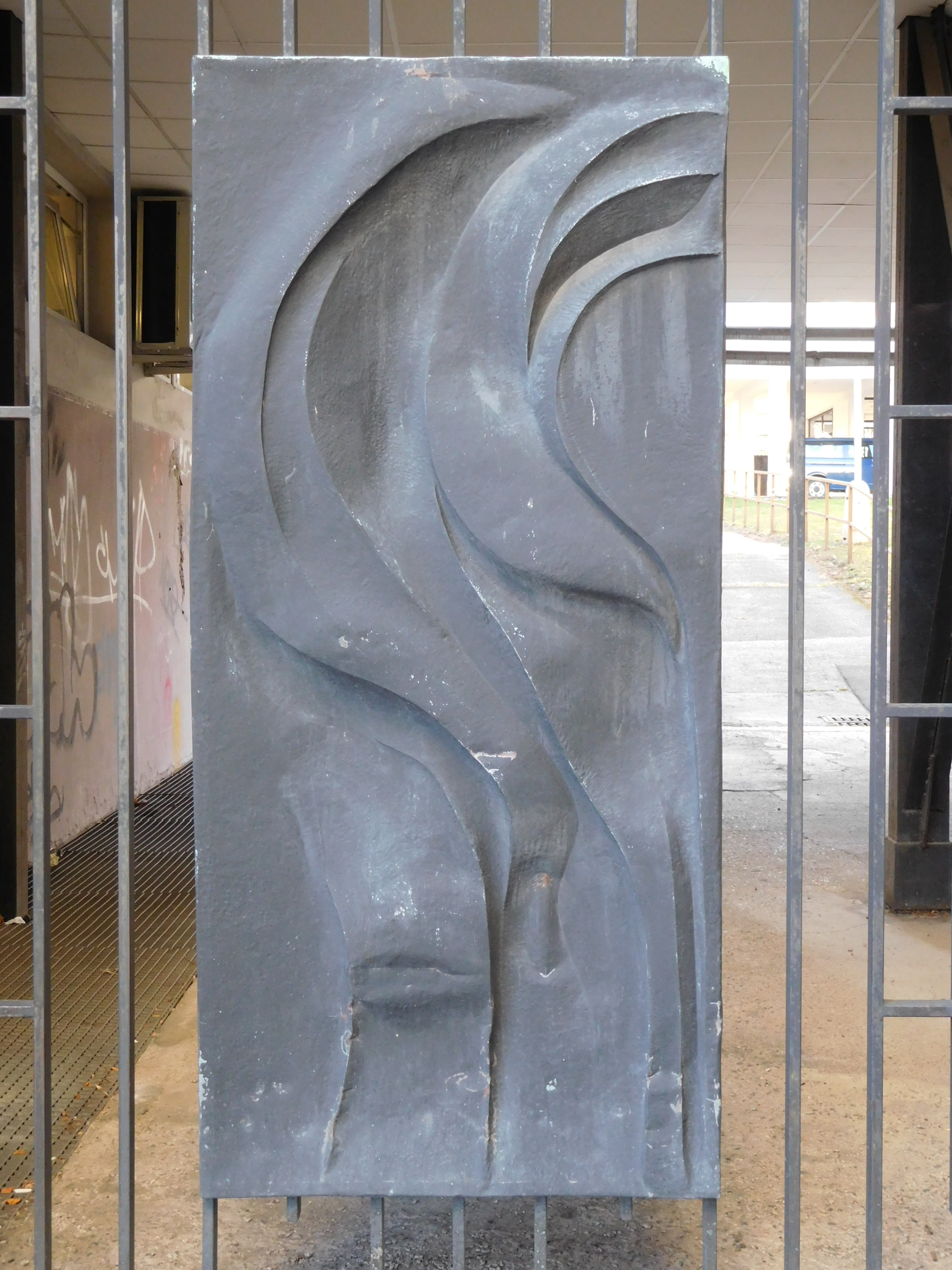
Bronzový reliéf v Praze-Nuslích

Mimo sochařské a medailérské práce se setkáváme i s jeho malbami olejem a temperou, na kterých zachytil jak rodné Polabí, tak i jiné motivy. Hlavní jeho činností bylo umělecké kovářství. S jeho díly se můžeme setkat na řadě památkových objektů v Praze (Ungelt, Stavovské divadlo, zámek v Tróji aj.) i jiných místech republiky (např. Střekov). Byl autorem ústředního motivu – trnové koruny – čsl. expozice v Osvětimi. Je i autorem několika čelákovických pamětních desek a medailí (Jana Zacha, Pro krásu domova aj.). Jako profesor působil na katedře výtvarné výchovy Pedagogické fakulty UK v Praze a v Praze také prožil podstatnou část svého života. Ateliér měl i v Čelákovicích, kde často u své matky přebýval a potom do konce svého života bydlel.